# Ерспид AS 10 Оксфорд
Ерспид AS 10 Оксфорд  је британски двомоторни, вишеседи, нискокрилни авион са затвореном кабином, који се користио као путнички, лаки транспортни авион и авион за везу. Највећу примену је доживео у току Другог светског рата као школски авион за обуку пилота за летење на вишемоторним авионима. Произведено је преко 8.500 примерака ових авиона.

## Пројектовање и развој
Убрзаним развијем Ваздухопловства у Великој Британији појавила се потреба 30-тих година двадесетог века за школским прелазним авионом за обуку пилота за вишемоторне авионе. Стога је британско министарство авијације 10.107.1936. године издало спецификацију засновану на тактичко техничким условима ОП.42 за овакав авион. Ерспид (Airspeed) је као одговор на ову спецификацију понудио авион који је развијен на бази његовог путничког авиона за 8 путника AS.6 Envoy кога је пројектовао Hessell Tiltman. За веома кратко време извршена је модификација овог авиона додавши му обртну куполу са митраљезом и носаче бомби. Тако је настао авион As.10 Оксфорд.

## Технички опис
Авион Ерспид AS 10 Оксфорд је двомоторни вишеседи авион конзолни самоносећи нискокрилац мешовите конструкције.
Носећа конструкција трупа је направљена од челичних цеви и профила који су спојени аутогеним заваривањем, а репни део од дрвета. Предњи део трупа је обложен алуминијумским лимом који је закивцима причвршћен за носећу конструкцију. Остали делови трупа су обложени дрвеном лепенком или импрегнираним платном.
За погон овог авиона су коришћени два клипна радијална ваздухом хлађена мотора са седам цилиндара Armstrong Siddeley Cheetah X снаге 350 KS сваки, а канадска производња је имала моторе Pratt & Whitney R-985-AN6 Wasp Junior снаге 450 KS, смештени на крила авиона. Резервоари за уље су се налазили у горњим половинама гондола иза самог мотора.
Крила авиона AS 10 Оксфорд су са две рамењаче кутијастог типа. Конструкција је метална а облога делимично од алуминијумског лима закивцима причвршћена за носећу конструкцију а делом од импрегнираног платна. Облик крила је једнакокраки трапез који се завршавао полукружно, а оса крила је управна на осу трупа авиона. У унутрашњости крила између трупа и мотора су се налазили резервоари за гориво.
Реп авиона се састоји од једног вертикалног стабилизатора и кормила правца и два хоризонтална стабилизатора који су причвршћена за труп авиона са кормилима дубине. Носеће конструкције дела трупа и репа су направљене од дрвета а облога је од дрвене лепенке и импрегнираног платна. Управљачке површине кормило правца и кормило дубине су металне конструкције обложене такође импрегнираним платном.
Стајни трап му је класичан имао је две предње ноге са нископритисним гумама, предњи точкови су се уз помоћ хидрауличног уређаја увлачили у носаче мотора у току лета, а задњи само усмеравајући који се у току лета није увлачио у труп авиона се налази на репу авиона. С обзиром да у гондоли мотора није било доста простора за смештај точка они су у увученом стању вирили изван облоге мотора.
Војна верзија овог авиона је била наоружана: 1 х митраљез на обртној куполи Vickers K, калибра 7,7 mm и 16 х 5 kg бомби на спољним носачима.

### Варијанте
- AS 10 Oxford Mk I - авион за обуку бомбардера и стрелаца са моторима Armstrong Siddeley Cheetah X снаге 350 KS сваки.
- AS 10 Oxford Mk II - авион за обуку радио оператера и навигатора, авион је без куполе.
- AS 10 Oxford Mk III - авион за обуку радио оператера и навигатора, опремљен моторима Armstrong Siddeley Cheetah XV снаге 420 KS сваки.
- AS 10 Oxford Mk IV - развојни модел авиона са моторима de Havilland Gipsy Queen IV.
- AS 10 Oxford Mk V - авион AS 10 са Pratt & Whitney R-985-AN6 Wasp Junior моторима снаге 450 KS сваки.
- AS 65 Consul - послератна путничка верзија овог авиона.

## Земље које су користиле Авион
| - Аустралија - Белгија - Белгијски Конго - Бурма - Цејлон - Канада - Чехословачка - Данска | - Египат - Француска - Грчка - Холандија - Индија - Иран - Израел - Нови Зеланд | - Норвешка - Пољска - Португалија - Јужна Африка - Турска - Велика Британија - Сједињене Државе - Југославија - Хрватска |

## Оперативно коришћење
Авион Ерспид AS 10 Оксфорд се производио од 1938. до 1945. године а укупно је произведено 8.586 примерака. Пошто фабрика Airspeed није имала довољно капацитета да задовољи ратне потребе за авионима As 10 Оксфорд они су се још производили у фабрикама: de Havilland, Percival и Standard Motors-у. Авион се користио као путнички, лаки транспортни, авион за обуку, лаки бомбардер, извиђачко-патролни, санитетски и против подморнички авион. Највише се користио као школски авион а предност му је била, што се истовремено у току истог лета у њему обучавали пилоти вишемоторних авиона, бомбардери нишанџије, радио оператери, навигатори и стрелци. На овај начин драстично су смањени трошкови и време обуке.
После рата, 152 вишак Оксфорда су претворени у мале путничке авионе са 6-седишта за комерцијалне летове који се зове AS.65 Конзул. Неколико Оксфорда су коришћена током грчком грађанском рата. Иако авион "лаке" градње у свету је коришћен све до почетка 60-тих година двадесетог века.

### Авион AS 10 Оксфорд у Југославији
Југословенско ратно ваздухопловство и противваздушна одбрана (РВ и ПВО) је у Великој Британији набавило 1951. године три а у Норвешкој два авиона AS 10 Оксфорд који су коришћени за прелазну обуку пилота за авионе де Хевиланд "Москито" који су пристигли као војна помоћ у РВ и ПВО и служили су све до 1959. године када су расхподовани. Ови авиони су имали шест седишта, два члана посаде па су поред обуке пилота служили су за лаки транспорт људства и материјала на кратким локалним линијама.